# Rajaberg (Noorwegen)
Rajaberg (Samisch: Raddjevárri) is een berg in Noorwegen. Hij is gelegen in de gemeente Kautokeino binnen de provincie Finnmark. Hij maakt deel uit van het nationaal park Anárjohka.
De naam Raja verwijst naar het Fins voor grens; de berg ligt dan ook op de grens van Noorwegen en Finland aan de Noorse kant.